# 북계자의
《북계자의》(北溪字義)는 남송의 성리학자 진순(陳淳)이 성리학의 개념을 설명한 책이다. 원래 이름은 《자의상강》(字義詳講)이며, 다른 이름으로 《사서자의》(四書字義)·《사서성리자의》(四書性理字義)도 있다. 보통 《북계자의》·《성리자의》로 통칭된다. 진순이 만년에 강의한 내용을 그의 제자인 왕준필(王雋筆)이 정리하여 만든 책이다. 정주학(程朱學)에서 매우 중요한 저작이다.

## 내용
《북계자의》는 성리학의 여러 개념 중 성(性), 명(命), 성(誠), 경(敬), 인의예지신(仁義禮智信), 충신(忠信), 충서(忠恕), 도(道), 리(理), 태극(太極), 중용(中庸), 경권(經權), 의리(義利) 등을 중요한 범주로 삼아 26개의 항목으로 나누어 그 뜻을 해석하고 설명한다. 이 책을 당대인들은 매우 높게 평가했으며, 널리 퍼져 나갔다. ‘성리학사전’(理學詞典)으로 인정받았으며, 정주사상 중 특별히 주희의 사상을 이해하는 입문서 자리를 차지했다.
26항목은 총 223개의 단락으로 이루어져 있다. 가장 짧은 것은 재(才)에 관한 것으로 42번째 단락 하나에 그치며, 귀신에 대한 것이 가장 길어서 39개의 단락으로 되어 있다. 26항목 외에 네 개의 〈엄릉강의〉와 14단락의 보유(補遺), 3단락의 부록이 실려 있어서 모두 합하면 254개 단락이 수록되어 있다. 《북계자의》에 실린 모든 용어들은 유가 경전에서 나온 것이지 진순이 스스로 만든 것이 아니다. 이 책에서 설명되는 용어들은 성리학, 특히 주희에게 기원을 두는 것들이다.

## 조선 전래와 간행
김세렴(金世濂, 1593~1646)이 1636년(인조 14) 통신사(通信使)로 일본에 다녀오면서 구해온 책을 바탕으로 이식(李植, 1584~1647)이 교정하고, 김세렴이 간행한 것이 《북계자의》가 처음 조선에 들어온 것이다. 간행연도는 이식의 발문에 따르면, 1637년(인조 15)으로 추정되며, 2권 1책이다. 일본에서 처음 간행된 《북계자의》 판본은 1668년 산협중현(山協重顯)이 평안서림(平安書林)에서 출판한 것이므로, 김세렴이 구입한 것은 중국에서 일본으로 유입된, 중국 간행 판본으로 보인다. 조선에서 간행한 《북계자의》의 특징은 항목별로 조를 나누고 각 단락별로 제목을 달았다는 점이다. 표지는 《성리자의》(性理字義)라 되어 있고, 책 판심(版心)에는 《북계선생자의》(北溪先生字義)로 되어 있다.